# Annette Rogers
Annette Rogers (Estados Unidos, 22 de octubre de 1913-8 de noviembre de 2006) fue una atleta estadounidense, especialista en la prueba de 4 x 100 m en la que llegó a ser campeona olímpica en 1936.

## Carrera deportiva
En los JJ. OO. de Los Ángeles 1932 ganó la medalla de oro en los relevos 4 x 100 metros, con un tiempo de 47.0 segundos, llegando a meta por delante de Canadá y Reino Unido (bronce).
Cuatro años después, en los JJ. OO. de Berlín 1936 ganó la medalla de oro en la misma prueba, con un tiempo de 46.9 segundos, llegando a la meta por delante de Reino Unido (plata) y Canadá (bronce), siendo sus compañeras de equipo: Harriet Bland, Betty Robinson y Helen Stephens.